# Eléni Tsaligopoúlou
Eléni Tsaligopoúlou, en grec moderne : Ελένη Τσαλιγοπούλου (1963-), est une chanteuse grecque d'Éndechno (el) et de Laïkó.

## Biographie
Eléni Tsaligopoúlou naît le 11 avril 1963 à Náoussa (Imathie) en Macédoine-Centrale, où elle y grandit. Elle se met à chanter dès son plus jeune âge avec son frère, qui est également musicien. En 1985, elle suit des cours de chant classique à Thessalonique. Le même hiver, elle chante professionnellement pour la première fois et entre en contact avec Giórgos Zíkas (el), dont elle interprétera les chansons sur son premier album solo.
En 1987, Mános Hadjidákis l'invite à se produire au Sírios en tant que chanteuse de Stamátis Spanoudákis, tandis qu'à l'été de la même année, elle apparaît au-côté de Georges Dalaras dans une grande tournée en Grèce, en Europe et en Amérique.
À Athènes, elle débute principalement aux côtés de Georges Dalaras Au début de sa carrière, en raison de sa voix caractéristique, elle est confondue avec Elefthería Arvanitáki. En 1989, elle collabore avec l'Opistodromikí Kompanía, ainsi qu'avec Níkos Xydákis, tandis que l'année suivante sort son album Κορίτσι και Γυναίκα (Fille et Femme) , qui fait sensation, car il s'agit de l'une des œuvres qui ont donné l'impulsion à ce qu'on appelle l'art contemporain, l' Éndechno (el), tel qu'il s'est formé dans les années 1990.
Par la suite, elle se produit avec d'autres grands noms de la chanson grecque, tant en concert que sur des enregistrements. En 1994-1995, elle apparaît au Chárama avec Dímitra Galaní, Alkínoos Ioannídis et Gerásimos Andreátos (el).
Fin 1996 sort Αρζεντίνα, suivi deux ans plus tard par Στην Εποχή Του Ονείρου, un album qui comprend des enregistrements live de ses performances. En 1999, elle change son style d'écriture et son nouvel album contient de forts éléments de musique pop occidentale, qu'elle promeut par des concerts dans tout le pays et des collaborations, par exemple avec Dimítris Básis (el), Mode Plagal, ainsi que Mikro (el) plus tard en 2007.
Dans les années suivantes, elle collabore avec Giánnis Kótsiras (el) (2000), Níkos Portokáloglou (el) et Giórgos Andréou (el) (2001), Manólis Lidákis (el) (2002), tandis qu'elle participe à la bande sonore du film Το κλάμα βγήκε από τον Παράδεισο (Des pleurs ont jailli du Paradis) de Michális Réppas-Thanásis Papathanasíou (el) (2001). En 2004, elle participe à un hommage à Vassílis Tsitsánis au palais de la musique d'Athènes, tandis qu'en été, elle participe en tant que première danseuse au spectacle Iphigénie à Aulis du Théâtre municipal régional de Patras (el).
En 2005, elle collabore à une tournée d'été avec Tánia Tsanaklídou (el), tandis que dans son travail d'enregistrement Αγαπημένο μου Ημερολόγιο (Mon calendrier favori), avec l'orchestre Étudiante de Néa Ionía (el), elle interprète des chansons folkloriques traditionnelles de toute la Grèce, ayant déjà dès le début de sa carrière des origines et une inspiration des chansons folkloriques et démotiques.
Eléni Tsaligopoúlou réside à Thrakomakedónes, en Attique, et a un fils, Argýri, né en 1981.